# Bitva u Kann
Bitva u Kann byla vybojována 2. srpna roku 216 př. n. l. poblíž říčky Aufidus v Apulii a byla to jedna z nejvýznamnějších bitev druhé punské války. Kartaginské vojsko vedené Hannibalem Barkou zde zničilo početně silnější římské vojsko pod společným velením konzulů Lucia Aemilia Paulla a Gaia Terentia Varra. Díky Hannibalově obratné taktice a rozsahu jeho vítězství se tato bitva zapsala do světových dějin. Dodnes je vyučována na vojenských akademiích jako dokonalý příklad obkličovací bitvy. Okřídlená slova „utrpět Kanny“ vyjadřují ničivou porážku.

## Pozadí

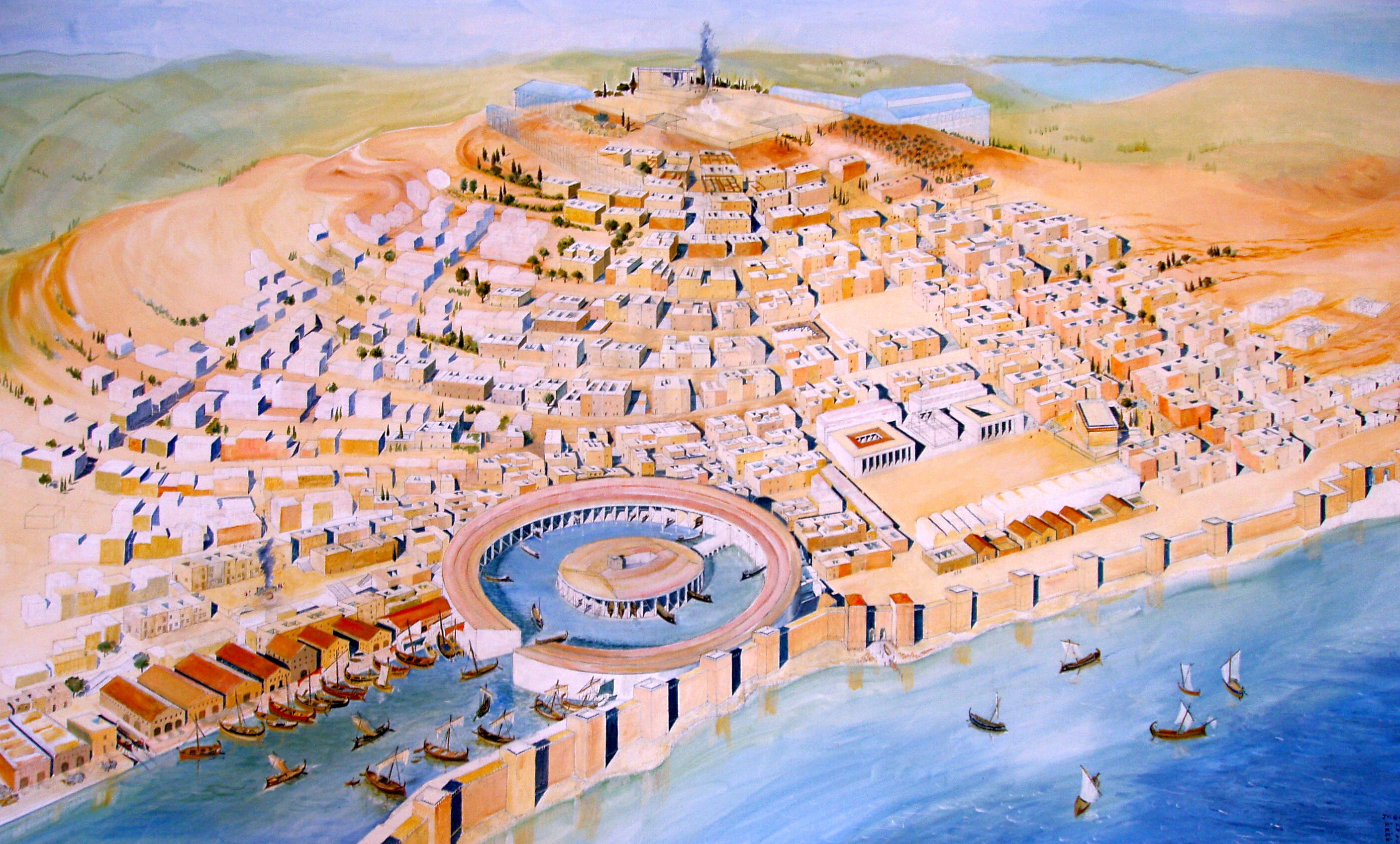
Model Kartága

Kartágo, pyšné město a říše se silným námořnictvem, ale slabým pozemním vojskem se v první punské válce střetlo s Římem, který měl skoro neporazitelné vojsko, ale slabé námořnictvo. Kartágo bohatlo na výnosných obchodech a Římané jim tyto obchody začali závidět. Toto byl hlavní důvod k první punské válce. Při této válce se stala z Říma hlavní námořní velmoc a Kartaginci byli poraženi jak na zemi, tak na moři. Kartágo muselo vyklidit Sicílii a zaplatit 3 200 talentů válečné náhrady. Kartaginci neměli peníze na zaplacení žoldnéřského vojska a to se vzbouřilo. Hamilkar Barkas ale přispěchal na pomoc a dokázal vzpouru žoldáků potlačit. I když zkušený voják zánik Kartága odvrátil, mělo povstání další choulostivý následek. Vojenskou akci Punů proti bouřícím se vojákům na Sardinii pokládal totiž římský senát za porušení mírové smlouvy. Řím toho využil a ostrov bez průtahů zabral. Vykrvácená severoafrická velmoc nebyla s to postavit se římské invazi na odpor. Nezbylo jí než přistoupit na další potupnou smlouvu, která ji připravila o poslední významnou kolonii ve Středozemním moři a nadto ji přinutila zaplatit dalších 12 000 talentů ve stříbře.

### Hledání nové kolonie
Po potlačení žoldnéřského povstání hledalo Kartágo možnost, jak se vyrovnat s krutou ztrátou kolonií — ovšem způsobem, který by nevyvolal další střet s Římem. Volba padla na Iberský poloostrov (Španělsko). Země převážně osídlená keltsko-iberským obyvatelstvem byla známa bohatým výskytem stříbra a nacházela se, alespoň zatím, mimo zájmovou sféru Říma. Na iberském pobřeží kromě toho ležela stará foinická kolonie Gades (dnešní Cádiz), ideální přístav pro punskou flotilu. Vedením expedice byl pověřen Hamilkar Barkas. Caesarovými slovy: „Hamilkar přišel, viděl a zvítězil“. Nechtěl ale Keltibery pobít, nýbrž z nich udělat spojence. V roce 229 př. n. l. Hamilkar zemřel při obléhání města a velení se ujal Hasdrubal, který dokončil podmanění jižní části Iberie a založil zde nové město Carthago Nova (dnešní Cartagena). Řím se bál rychlého vzestupu Kartága a tak s ním uzavřel dohodu, která udávala hranici Iberie podmaněného Kartágem; touto hranici byla řeka Ebro. Po Hasdrubalově smrti (byl zabit otrokem) se velení ujal Hannibal.

## Dosavadní průběh války

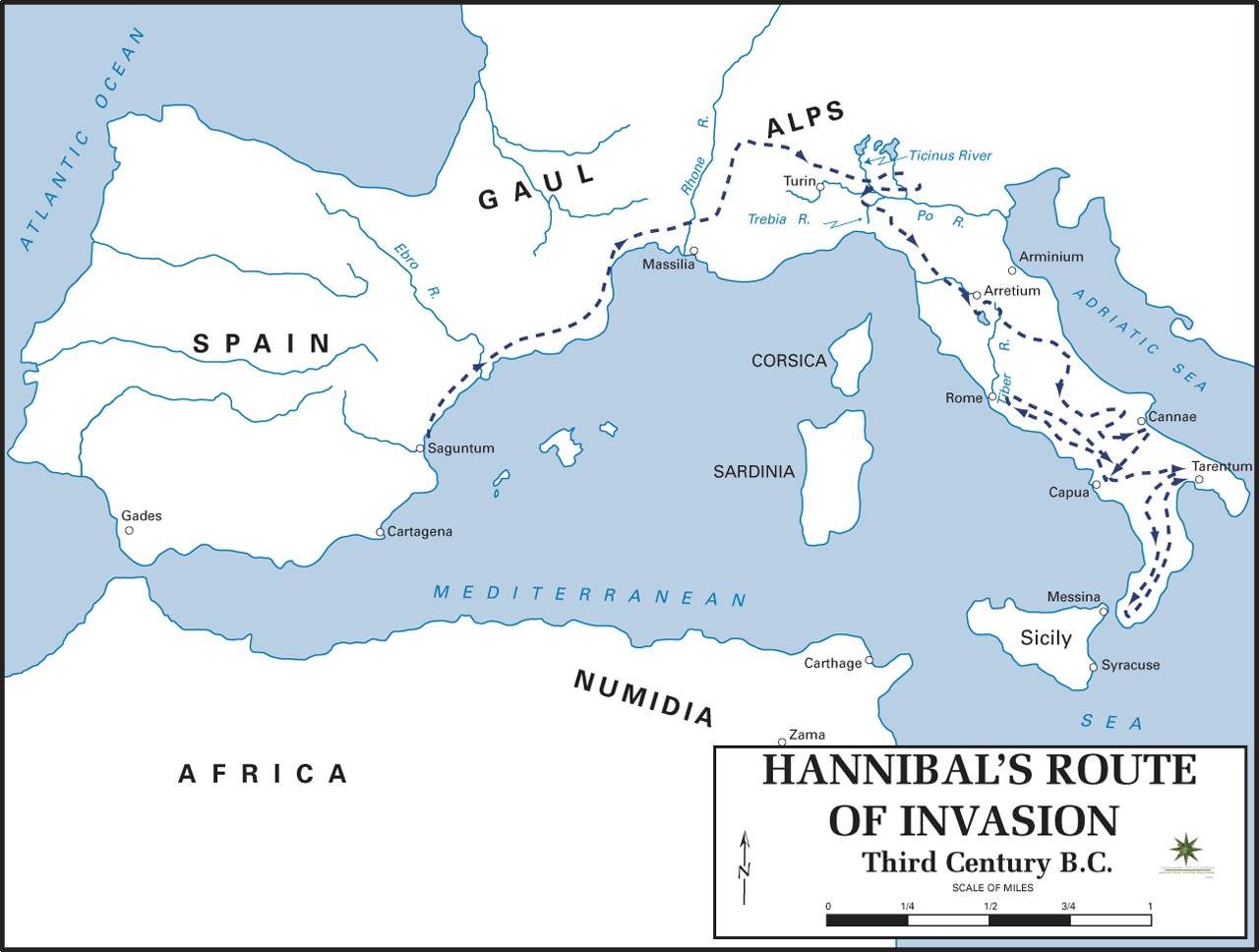
Hannibalovo tažení do Itálie

Na počátku druhé punské války přivedl kartaginský vojevůdce Hannibal své vojsko včetně válečných slonů přes Alpy do Itálie. V bitvách u Trebie a Trasimenského jezera způsobil Římanům zdrcující porážky. Nato byl Quintus Fabius Maximus zvolen diktátorem. Maximus se však vyvaroval dalšího boje na otevřeném poli a nechal Hannibala projít Itálií, aniž se mu jakkoliv stavěl na odpor. Maximovi se díky této strategii brzy podařilo přivodit kartaginskému vojsku problémy se zásobováním. Římanům se však tento zdánlivě nerozhodný postup nelíbil, za což udělili diktátorovi přezdívku „Cunctator“ (Váhavec). V roce 216 př. n. l. byli opět zvoleni dva konzulové, kteří dostali výslovný příkaz střetnout se s Hannibalem v rozhodné bitvě.
Konzulové se ve velení střídali obden. V římském postupu bezprostředně před bitvou se projevovaly rozdílné povahy obou velitelů (Paullus doporučoval opatrnost, zatímco Varro byl bojovně naladěn), což mělo nepříznivý vliv na morálku římských vojáků. Na počátku srpna se konečně setkala obě vojska v Apulii poblíž řeky Aufidus u vesnice jménem Kanny (Cannae). Terén zde však nebyl vhodný pro jízdu, neboť byl příliš kopcovitý.

## Před bitvou

### Síla vojsk
Konzulové disponovali celkem 16 legiemi, z nichž osm bylo složeno z římských občanů. Ostatních osm legií náleželo spojencům. Odhad skutečné síly armád v pramenech kolísá. Vychází se však z toho, že uvedený počet legií odpovídá vojsku o síle 80 000 mužů; z nich 10 000 bylo určeno k ochraně kastra (římského tábora). Na břehu Aufidu tak proti sobě stály následující síly: na římské straně 55 000 těžkooděnců, kolem 8 až 9 tisíc lehkooděnců (velites) a 6 000 jezdců. Naproti tomu kartaginské vojsko sestávalo z 32 000 těžkooděnců, 8 000 lehkooděnců a 10 000 jezdců.

### Rozestavení Římanů

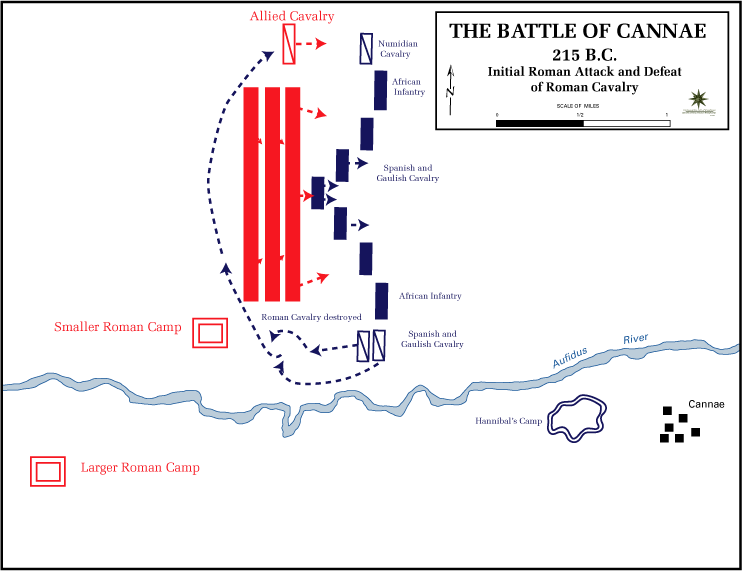
Počáteční rozmístění a římský útok.

2. srpna 216 př. n. l. za úsvitu opustila římská armáda na Varrův rozkaz oba vojenské tábory a zformovala se k boji na levém břehu Aufidu. Vojsko bylo rozděleno do 3 linií po dvanácti řadách, celkem tedy bylo římské vojsko uspořádáno v třiceti šesti řadách. Odstupy mezi legiemi a manipuly byly zkráceny. Na levém křídle byla umístěna převážně spojenecká jízda (celkem 4 000 jezdců) pod velením Varra, na pravém křídle stály 2 000 římských jezdců vedených Paullem. Lehkooděnci byli postaveni vpředu před bitevní sestavou. 10 000 mužů zanechaných k obraně tábora mělo v průběhu bitvy vzít útokem nepřátelský tábor. Zúžení mezer a odstupů stejně jako rozmístění římského vojska do hloubky prakticky znamenalo, že Římané rezignovali na klasické manipulové rozestavení. Celé vojsko se tak změnilo v jakousi obrovskou falangu, která se v boji měla ukázat neschopnou manévrování. Římským cílem bylo rychle prolomit nepřátelské linie.

### Rozestavení Kartaginců
Bitevní uspořádání kartaginské armády bylo naproti tomu frontálně rozčleněné. Ve středu punské sestavy se nacházely nejméně zdatné oddíly, zatímco elitní pěchota a jízda tvořily křídla. Na pravé postavil Hannibal lehkou numidskou jízdu v počtu 2 000 mužů pod velením Hannona. Na levé křídlo rozmístil Hasdrubalovu těžkou africkou jízdu čítající 8 000 mužů, proti níž stálo 2 000 nedostatečně vycvičených římských jezdců. Vedle jízdy se na obou křídlech nacházelo také 6 000 mužů libyjské pěchoty, která byla rozestavěna do 16 řad. Ve středu fronty stálo v 10 řadách 20 000 Galů a Iberů, které Hannibal nechal vysunout o něco více dopředu, takže vytvářeli ve středu jeho formace určitý klín. Hannibal se zúčastnil bitvy právě na tomto místě. Podobně jako Římané i Kartaginci umístili před hlavní část svého vojska kolem 8 000 lehkooděnců.

## Bitva

### První etapa bitvy: zahájení boje lehkooděnci a střet jízdy
Poté, co lehkooděnci na obou stranách zahájili boj, stáhli se do týlu vojsk. Nato napadli jezdci z levého křídla Kartaginců římské jezdce na pravém křídle. Poté, co je přemohli, obešli bitevní uspořádání Římanů a vpadli do zad jezdcům na levém římském křídle a rozprášili je rovněž. Tím Kartaginci zahnali římskou jízdu z bojiště. Současně se rozhořel boj mezi hlavními částmi vojsk.

### Druhá etapa bitvy: římský útok proti pěchotě Kartaginců

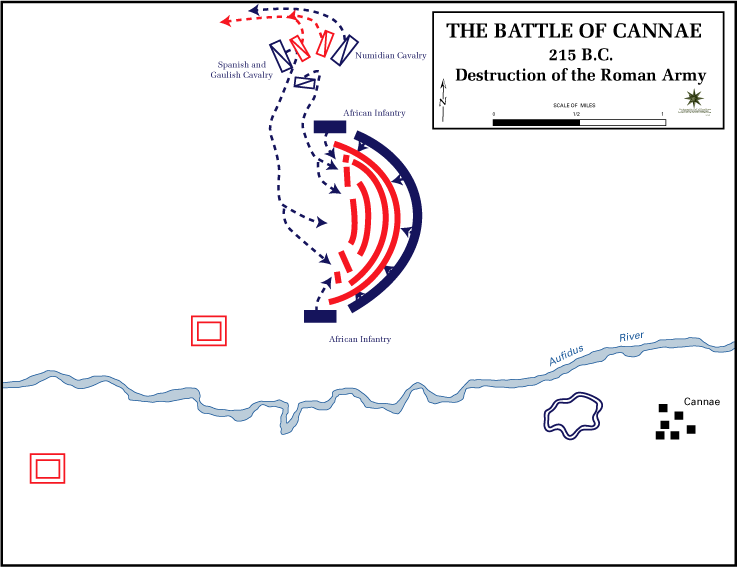
Zničení římské armády

Římané postoupili kupředu a napadli Kartagince. Jejich hlavní útok směřoval na vysunutý střed nepřátelských linií. Iberové a Galové dokázali odolávat římskému tlaku jen krátce a třebaže bojovali odvážně, byli nuceni ustupovat před náporem masy nepřátelských vojáků, čímž bylo rozrušeno jejich původní rozestavení. Římské kohorty, které je pronásledovaly v zápalu boje, prolomily slabé linie Galů, samy se tím ale vzdalovaly od svých křídel vázaných elitními libyjskými těžkooděnci, kterým se dařilo udržet své pozice. Římané se pronásledováním hroutícího středu nepřátelské linie dostali tak daleko dopředu, že měli brzy Libyjce po obou stranách svých křídel. Kartaginští vojáci na pravém křídle následně provedli obrat doleva a napadli bok římského vojska. Zároveň totéž Kartaginci provedli i na levém křídle. Tím se uskutečnil Hannibalův záměr sevřít římské vojsko Libyjci umístěnými na křídlech v důsledku římského postupu proti Galům. Původní římské bitevní uspořádání se tak rozpadlo. Jak jednotlivci, tak i celé kohorty se nyní obraceli proti nepřátelům útočícím do jejich boků.

### Třetí etapa bitvy: obklíčení a porážka Římanů
(sevření římské armády kartaginskou pěchotou, uzavření obklíčení kartaginskou jízdou a zničení římského vojska)
Linie kartaginského vojska nyní získala tvar výdutě. Pokračující římský postup navíc Kartagincům značně ulehčil dokončení sevření. Zadní řady Římanů se nyní musely otočit zpět kvůli útokům kartaginské jízdy, která už předtím zvítězila nad římskou jízdou. Útokem Hasdrubalovy jízdy tak Punové uzavřeli obklíčení římského vojska. Úzký prostor, na kterém byly legie náhle sevřeny, je připravil o schopnost manévrování. Kartaginský tlak je stále více stěsnával, což zcela znemožňovalo využití jejich početní převahy. Uvnitř této mocné kartaginské masy se jednotliví vojáci nedokázali brzy ani otočit a nakonec byli nelítostně zmasakrováni.

## Ztráty

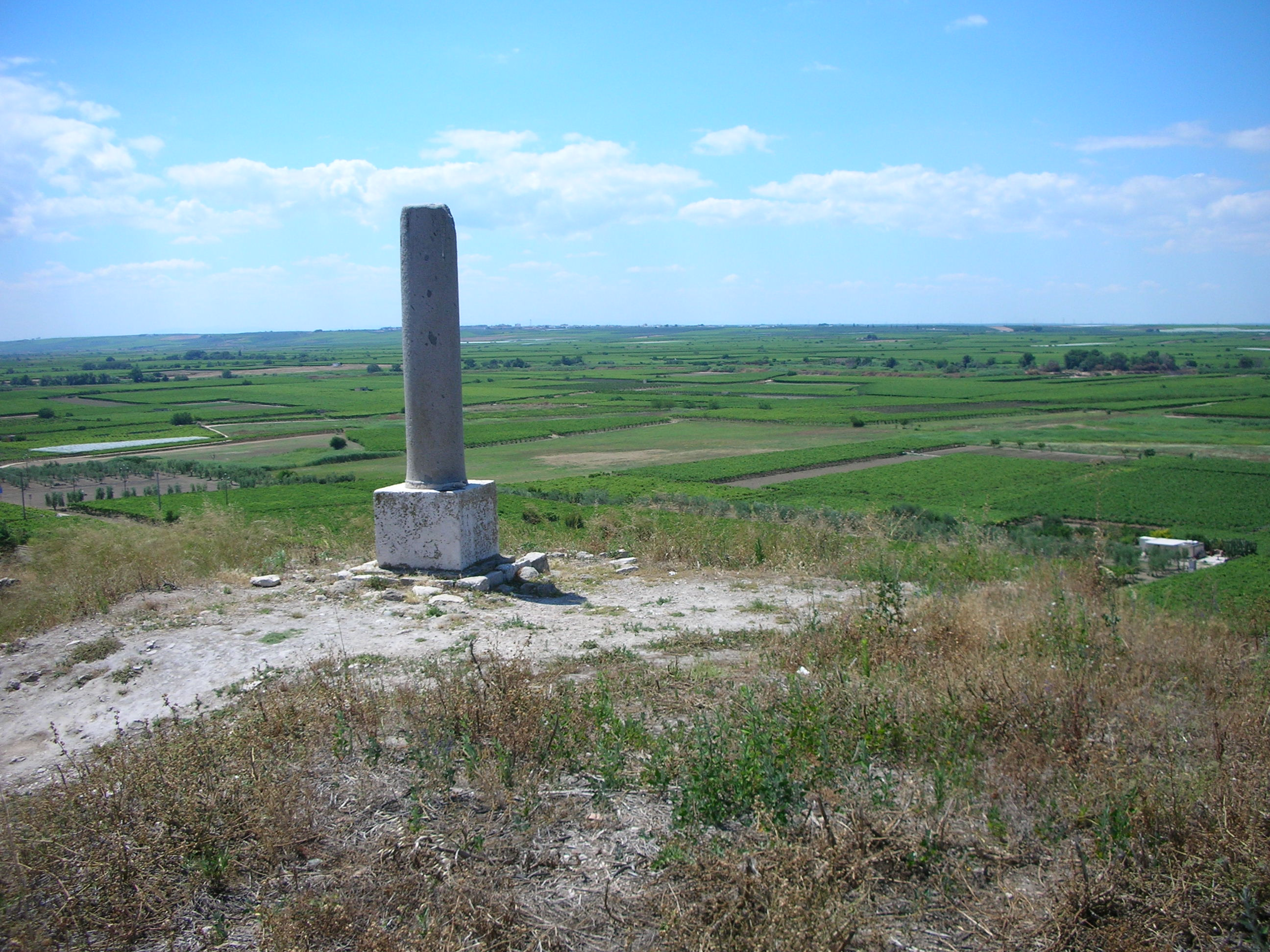
Památník na místě bitvy

Po dvacetihodinovém boji bylo podle Livia usmrceno 48 000 mužů, včetně konzula Lucia Aemillia Paulla. Dalších asi 10 000 mužů padlo do zajetí. Ztráty Kartaginců obnášely kolem 6 000 mužů, převážně Iberů a Galů. I přes úplné obklíčení se podařilo některým Římanům uniknout, mezi nimi také Varrovi, který měl ten den vrchní velení, či Scipionovi Africanovi, který se Hannibalovi pomstil o čtrnáct let později v bitvě u Zamy. Podle některých pramenů se mělo zachránit 14 000 mužů. Když se porovnají údaje o počtu padlých a zajatých s celkovým počtem vojáků římského vojska před bitvou (kolem 80 000 mužů), vychází z toho, že se mohlo zachránit až 20 000 Římanů. Díky tomu mohly být z přeživších vojáků již několik dní po této katastrofě postaveny dvě nové legie.
Vzhledem k velikosti zúčastněných armád a skutečnosti, že Římané tuto válku nakonec vyhráli, se může zdát, že šlo jen o další z mnoha pohrom, kterou Římané utrpěli. Livius nám ale zachoval obraz, který jasně ukazuje, jak ničivá byla pro Řím tato porážka: Hannibal prý po bitvě nechal své muže posbírat všechny zlaté šperky z těl padlých a více než 200 jich poslal jako důkaz svého vítězství do Kartága. Šperky byly vysypány před kartaginským senátem a odhadnuty na „tři a půl míry“. Zlatý prsten byl symbolem příslušnosti k vyšším vrstvám římské společnosti.
Kromě konzula Paulla padli v bitvě také oba konzulové z předchozího roku, dva kvestoři, dvacet devět ze čtyřiceti osmi vojenských tribunů a dále kolem osmdesáti senátorů (celkový počet senátorů tehdy činil 300).

## Následky bitvy
Hannibalův triumf patří sice k nejskvělejším vítězstvím vojenských dějin, avšak zároveň to byl také konec kartaginského válečného štěstí, neboť Hannibalovi se nepodařilo z tohoto vítězství vytěžit rozhodující strategickou převahu nad svým nepřítelem. Nejprve sice od Římanů odpadla jihoitalská území Apulie, Samnium, Lukánie a Bruttium. V zimě 216/215 př. n. l. se na Hannibalovu stranu přidala také Capua, v roce 214 př. n. l. Syrakusy a v roce 212 př. n. l. Tarent, Metapontum a Thurie. Ve střední a severní Itálii se mu však římský spojenecký systém navzdory všem tvrdým porážkám, které Římanům přivodil, rozbít nepodařilo.
Punové se ani po rozdrcení Římanů u Kann neobrátili proti Římu, protože z bitvy vyšli rovněž značně oslabeni a navíc jim chyběl obléhací materiál potřebný k napadení samotného Říma. Poněvadž se kartaginský senát obával dalšího Hannibalova mocenského vzestupu, nepodpořil vojsko v Itálii ani flotilou ani zlatem. Velké kartaginské vítězství tak zůstalo nevyužito. Hannibal zkusil Římanům nabídnout mírovou smlouvu s mírnými podmínkami. Ale i přes utrpěné katastrofy římský senát odmítl s Hannibalem vyjednávat. Místo toho postavil novou armádu k obraně Itálie a další k útoku na kartaginské pozice v Hispánii. Bitva u Kann tak zůstala bez zásadních politických a vojenských důsledků pro vývoj války.